# Antraigues-sur-Volane
Antraigues-sur-Volane korábbi község (település) Franciaországban, Ardèche megyében. 2019. január 1-jén Asperjoc községgel egyesült és Vallées-d’Antraigues-Asperjoc új község része lett.
Lakosainak száma 531 fő (2018. január 1.). Antraigues-sur-Volane Aizac, Asperjoc, Genestelle, Labastide-sur-Bésorgues, Laviolle és Mézilhac községekkel határos.

## Népesség
A település népességének változása:
| Lakosok száma | 577  | 541  | 545  | 547  | 543  | 531  |
|               | 2008 | 2013 | 2015 | 2016 | 2017 | 2018 |